# نیروگاه خلیج فارس
نیروگاه گازی خلیج فارس (استان هرمزگان، در فاصله ۴۵ کیلومتری شمال شرقی بندرعباس و ۱۱ کیلومتری میدان گازی سرخون، بهره‌برداری ۱۳۸۳)، یکی از نیروگاه‌های ایران از نوع گازی با ظرفیت تولید ۹۹۰ مگاوات است که شامل ۶ واحد گازی ۱۶۵ مگاواتی مدل GT13E2 ساخت شرکت آلستوم در زمینی به مساحت ۱۰ هکتار است.
سوخت اصلی این نیروگاه گاز طبیعی و سوخت پشتیبان نفت گاز (گازوئیل) است که گاز مورد نیاز آن از طریق یک خط لوله ۱۶ اینچی از پالایشگاه گاز سرخون و قشم تأمین می‌شود و گازوییل آن از طریق تانکرهای حامل سوخت در ۲ مخزن با ظرفیت ۲۰ هزار مترمکعب ذخیره می‌شود.
میزان مصرف گاز برای هر واحد حدود ۴۵ هزار مترمکعب در ساعت است.
به گفتهٔ هاشم امیری، مدیرعامل این نیروگاه در مهر ۱۳۸۹؛ در کل دنیا فقط ۱۵۲ نیروگاه با ویژگی‌های نیروگاه خلیج فارس وجود دارد و این نیروگاه پیشرفته‌ترین نیروگاه دولتی کشور است.